# 왕립원예협회

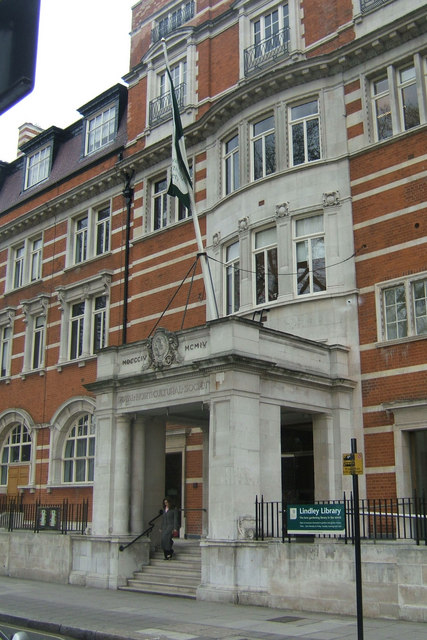
본사

왕립원예협회(Royal Horticultural Society, RHS)는 1804년 '런던 원예협회'(Horticultural Society of London)라는 이름으로 설립되었으며 영국 최고의 정원 가꾸기 자선단체이다.
2023년 기준 사장은 케이스 위드(Keith Weed)이고 사무총장은 클레어 매터슨 CBE(Clare Matterson CBE)이다.